# Farrukh Shah
Al-Malik al-Mansur Izz ad-Din Abu Sa'id Farrukhshah Dawud est l'émir ayyoubide kurde de Baalbek entre 1179 et 1182 et le Na'ib (vice-roi) de Damas.

## Biographie
Farrukh Shah était le neveu de Saladin. En 1178, Saladin décida que l'administration de Damas était trop laxiste et ses relations avec les émirs d'Alep plutôt trop amicales. Il choisit son neveu Farrukh Shah comme son successeur. Farrukhshah s'était déjà révélé être un bon soldat et il semble avoir répondu aux attentes de Saladin en tant qu'administrateur, puisqu'il resta vice-roi de Damas jusqu'à sa mort en octobre 1182.
Turan-Shah fut compensé pour sa perte de Damas par le domaine de Baalbek, mais il ne le conserva pas longtemps. En mai 1179, Saladin le déplaça à nouveau et le nomma gouverneur d'Alexandrie. Pour la seconde fois, Farrukhshah fut le bénéficiaire de la destitution de Turan-Shah et Saladin lui donna Baalbek. Une grande partie de son règne fut consacrée au soutien des guerres de Saladin pendant les croisades. Peu de temps après sa nomination à Baalbek, Farrukh Shah remporta une victoire près de la forteresse de Beaufort contre Baudouin IV de Jérusalem, tuant Humphrey II de Toron.
Farrukh Shah mourut en septembre 1182, laissant un jeune garçon, al-Amjad Bahramshah, comme successeur.